# Ácido undecanoico
El ácido undecanoico (también llamado ácido undecílico) es un ácido carboxílico de origen natural con la fórmula química CH3(CH2)9COOH. A menudo se utiliza como un agente antifúngico, para tratar la tiña y el pie de atleta, por ejemplo. Al igual que el ácido decanoico, tiene un olor distintivo y desagradable.

## Síntesis
El ácido undecanoico puede obtenerse por hidrogenación del ácido undecilénico que se obtiene mediante pirólisis del ácido ricinoleico.

## Usos
Además del uso antimicrobiano comentado anteriormente, los ésteres metílicos o etílicos del ácido undecanoico se utilizan en perfumería.